# NoLita
NoLita, Nolita ("NOrth of Little ITAly") – dzielnica (neighborhood) Nowego Jorku, część Manhattanu, której granice wyznaczają od północy Houston Street, na wschodzie Bowery, od strony południowej Broome Street, od zachodniej natomiast Lafayette Street. NoLita otoczona jest przez inne dzielnice, takie jak: SoHo, NoHo, Little Italy, Chinatown i Lower East Side. 
Przez wiele lat NoLita uważana była za część Little Italy (Małej Italii). W latach 90. XX wieku do dzielnicy zaczęli napływać przedstawiciele wyższej klasy średniej. Wraz z nimi pojawiały się dziesiątki butików, kawiarń i restauracji. 
Do największych atrakcji tej części Manhattanu należą St. Patrick's Old Cathedral oraz zbudowany w latach 80. XIX wieku, charakterystyczny budynek Puck Building, gdzie mieściła się przed laty redakcja satyrycznego pisma Puck.